# Balance Breach
Balance Breach ist eine finnische Metal-Band, die 2015 gegründet wurde. Der Sound der Band basiert auf Metalcore, ist aber auch stark von Melodic Metal, Djent und Hardcore beeinflusst. Balance Breach steht seit Anfang 2020 bei Out of Line unter Vertrag; im Juli erschien dort ihr Debütalbum Dead End Diaries.

## Geschichte
Die Band wurde 2015 als Damion gegründet, benannte sich aber noch im selben Jahr um, als mit Aleksi Paasonen ein neuer Sänger dazustieß. Diesen Änderungen folgte die Veröffentlichung ihrer ersten EP – Incarceration – im November 2015. Incarceration war ein starker Schritt in Richtung eines moderneren und energischeren Einsatzes von Metal-Musik.
Im Anschluss an die EP-Veröffentlichung trat die Band in ganz Finnland auf und nahm an verschiedenen Bandwettbewerben teil. Im Frühjahr 2017 spielte Balance Breach in der Aurora Concert Hall in Sankt Petersburg ihren ersten Gig außerhalb Finnlands. Im August 2017 erschien die Single Babylon, zu der erstmals ein Musikvideo gedreht wurde, sieben Monate später folgte die Single Memento. Die im Januar 2019 veröffentlichte Single Hypocrite wurde ihre bis dahin beliebteste Veröffentlichung. Im Frühjahr 2019 gewann Balance Breach den Bandwettbewerb Tuska Torstai und damit die Teilnahme beim renommierten Tuska Open Air Metal Festival.
Im Januar 2020 bekam Balance Breach beim deutschen Label Out of Line Music ihren ersten Plattenvertrag. Im Juli desselben Jahres wurde ihr Debütalbum Dead End Diaries veröffentlicht, das auch in der deutschsprachigen Fachpresse Beachtung fand. Im Mai 2023 folgte beim selben Label ihr zweites Album Abyzmal.

## Stil
Die Texte basieren auf den Erfahrungen, Gedanken und Gefühlen der Bandmitglieder. Die Band nennt keine bestimmten Einflüsse auf ihre Musik, aber sie versuchen, sich von vielen verschiedenen Genres inspirieren zu lassen. Die Live-Shows der Band sind voller Energie, positiver Stimmung und Zugehörigkeitsgefühl. Ihr Debütalbum Dead End Diaries wurde im Sommer 2020 in deutschsprachigen Szenepublikationen einhellig als Metalcore eingeordnet an der Grenze zum Hardcore mit gelegentlichen Anklängen weiterer benachbarter Genres. Metal.de schrieb „Das Debüt der Männer aus Skandinavien ist eine ordentliche Metalcore-Packung“ gemischt mit „Hardcore-Vibes (...) sowie progressive[n] Züge[n] an den Saiteninstrumenten“.

## Diskografie

### Alben
- 2020: Dead End Diaries (Out of Line)
- 2023: ABYZMAL (Out of Line)
- 2025: Save Our Souls (Out of Line)

### EPs
- 2015: Incarceration

### Singles
- 2017: Babylon
- 2018: Memento
- 2019: Hypocrite
- 2020: Most of This
- 2020: Dead End Diaries
- 2020: The Wolves Are Out
- 2020: November
- 2021: Escapers of Paradise
- 2021: Overthrown
- 2022: Untouchable
- 2022: The Spark
- 2023: Empty Eyes
- 2023: The Last Ember

### Musikvideos
- 2017: Babylon
- 2020: November